# Martin Bryant
Martin Bryant, född 7 maj 1967 i Hobart, Tasmanien, Australien, är en australisk massmördare. Den 28 april 1996 sköt han ihjäl 35 personer och skadade ytterligare 23 i vad som har blivit känt som Massakern i Port Arthur. Detta är den värsta masskjutningen i Australiens historia. 
På förmiddagen den 28 april 1996 började Bryant skjuta mot gästerna inne på Broad Arrow Café i Port Arthur, Tasmanien. Efter att ha skjutit ihjäl och skadat ett stort antal människor lämnade han platsen i sin bil, under flykten därifrån skadade han ytterligare ett antal personer och sköt ihjäl två småbarn och deras mor innan han barrikaderade sig i ett närbeläget Bed & Breakfast kallat Seascape där han även sköt ihjäl det äldre paret som drev verksamheten. Polisen omringade Seascape och höll förhandlingar med Bryant under kvällen och natten som följde innan han på morgonen den 29 april satte eld på huset och senare kom ut och kunde gripas av polis.
Bryants motiv för gärningen var att han ville bli känd och uppmärksammad men också för att han klandrade det äldre paret som drev Seascape för sin fars död. Fadern hade begått självmord 1993 och låg vid tiden för sin död i konflikt med paret.
Martin Bryant dömdes till livstids fängelse för dådet och avtjänar i dagsläget (2024) sitt straff på Risdonfängelset i Hobart.